# Combi-regeling

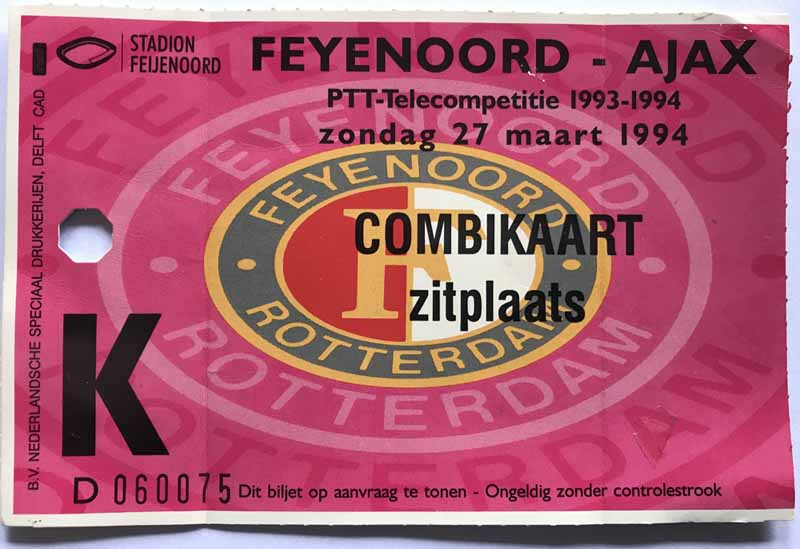
Combikaart voor de wedstrijd Feyenoord-Ajax seizoen 1993/1994

De combi-regeling staat voluit voor combinatieregeling: een Nederlandse regeling bij voetbalwedstrijden waarbij gebruik wordt gemaakt van een combinatie van voorzieningen voor supporters. Deze regeling deed midden jaren tachtig zijn intrede. Het doel daarvan is om eventueel supportersgeweld tussen hooligans zoveel mogelijk in te dammen door te voorkomen dat bezoekende supporters op eigen gelegenheid een risicowedstrijd konden bezoeken.
Aanvankelijk werd in combinatie met de aankoop van een wedstrijdkaartje een treinreis aangeboden, waarmee voetbalsupporters hun club achterna konden reizen. Door de jaren heen heeft de combiregeling met bussen de overhand gekregen. De combi-regeling met de trein wordt alleen nog toegepast bij risicowedstrijden tussen rivaliserende grote clubs zoals Ajax, PSV en Feyenoord.

Sommige clubs bieden ook de zgn verplichte auto-combi aan. Fans van de bezoekende clubs kunnen dan, in de regel op een parkeerplaats buiten de stad, het combikaartje omruilen tegen een toegangskaartje en het laatste stuk in bussen naar het stadion afleggen.
De nieuwe voetbalstadions hebben inmiddels ook ingespeeld op de combiregeling door de bezoekende supporters via een sluis direct naar een afgesloten terrein bij het stadion te dirigeren.